# كريس ماكفي
كريس ماكفي (بالإنجليزية: Chris McPhee)‏ (20 مارس 1983 بإيستبورن في المملكة المتحدة - ) هو لاعب كرة قدم بريطاني في مركز الوسط. شارك مع منتخب إنجلترا لكرة القدم C ‏. أما مع النوادي، فقد لعب مع إبسفليت يونايتد وبرايتون أند هوف ألبيون وسويندون تاون ونادي توركي يونايتد ونادي كيدرمينستر هاريرز لكرة القدم ونادي سالزبري سيتي ونادي ألدرشوت تاون ونادي ويموث.

## وصلات خارجية
- كريس ماكفي على موقع قاعدة بيانات كرة القدم.إي يو (الإنجليزية)
- كريس ماكفي على موقع Soccerbase.com (لاعب) (الإنجليزية)